# UFC Fight Night: Souza vs. Mousasi
UFC Fight Night: Jacaré vs. Mousasi (también conocido como UFC Fight Night 50) fue un evento de artes marciales mixtas celebrado por Ultimate Fighting Championship el 5 de septiembre de 2014 en el Foxwoods Resort Casino en Ledyard, Connecticut.

## Historia
El evento fue el quinto que la UFC ha acogido en Connecticut, desde UFC 55 en 2005.
Como resultado de la cancelación de UFC 176, la revancha entre Gegard Mousasi y Ronaldo Souza fue reprogramada para este evento. En su primer combate en DREAM 6, Mousasi ganó la pelea por KO.
Se esperaba que Andre Fili se enfrentara a Sean Soriano en el evento. Sin embargo, Fili se vio obligado a dejar la pelea por una lesión y fue reemplazado por Chas Skelly.
El combate entre Nik Lentz y Charles Oliveira fue cancelado el día del evento cuando se confirmó que Oliveira había enfermado.

## Premios extra
Cada peleador recibió un bono de $50,000.
- Pelea de la Noche: Joe Lauzon vs. Michael Chiesa
- Actuación de la Noche: Ronaldo Souza y Ben Rothwell